# Marsa Ben M'Hidi
Marsa Ben M'Hidi es un municipio (baladiyah) de la provincia o valiato de Tremecén en Argelia. En abril de 2008 tenía una población censada de 6212 habitantes.
Se encuentra ubicado al noroeste del país, junto a la frontera con Marruecos y la costa del mar Mediterráneo.
Durante el período colonial, la localidad recibió el nombre de Port-Say, en honor al fundador del puerto, Louis Say. Tras la independencia, tomó el nombre de uno de los líderes nacionalistas argelinos, fallecido durante la guerra de Argelia, Larbi Ben M'hidi.